# Horsens Klosterkirke

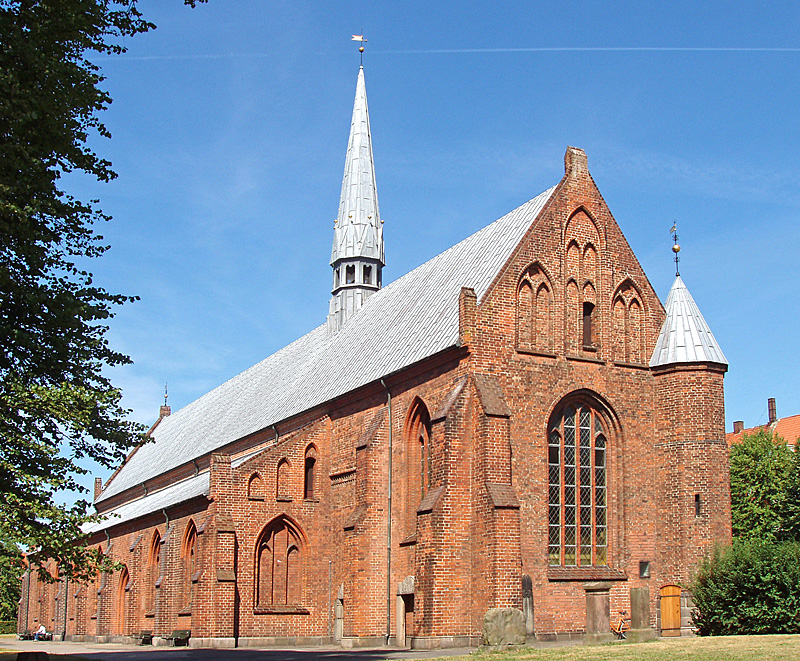
Horsens Klosterkirke

Die Horsens Klosterkirke (dt. Klosterkirche Horsens) ist eine um 1270 in Horsens erbaute Kirche, welche zur Horsens-Gedved Provsti im Bistum Århus gehört.

## Geschichte
Die Horsens Klosterkirke wurde zwischen 1261 und 1275 im gotischen Stil aus rot-braunen Ziegeln errichtet. Die zunächst einschiffige Kirche wurde 1400 durch Anbau niedriger Seitenschiffe zu einer Pseudobasilika erweitert und 1497 wegen eines Brandes renoviert. Sie ist 46,5 Meter lang, wovon alleine der Chor 19,7 Meter einnimmt, und 17 Meter breit. An die Kirche grenzte im Mittelalter das Franziskanerkloster St. Hans an.
Mit der Reformation 1532 wurde das Kloster aufgelassen. Seitdem wird die Kirche von der evangelisch-lutherischen dänischen Volkskirche als Gemeindekirche für Horsens gemeinsam mit der etwa in 400 Meter Entfernung stehenden, ebenfalls im 13. Jahrhundert errichteten Horsens Vor Frelsers Kirke genutzt. Ab 1575 errichtete Karen Gyldenstierne (1544–1613), die Witwe des Gutsherrn Holger Ottesen Rosenkrantz von Schloss Boller, auf dem Gelände des aufgelassenen Klosters ihren Witwensitz Schloss Stjernholm. Die ehemalige Klosterkirche diente nun auch als Schlosskirche, bis das Schloss 1660 abgerissen wurde.

## Bau und Ausstattung
Ursprünglich war die Kirche durch Kalkmalereien geschmückt, durch eine Renovierung im Jahr 1862 wurden diese jedoch größtenteils verdeckt. Schmuckvoll ist der gotische Altar, welcher durch Gold reich verziert ist. Der Eingang hoch zum Chor ist durch Cherubine mit goldenen Flammenschwertern bewacht. Darüber befindet sich ein Kreuz mit einer Figur des leidenden Christus. Die Kanzel wurde erst um 1600 errichtet und entspricht eher einem frühbarocken Stil.